# Mimosa reptans
Mimosa reptans är en ärtväxtart som beskrevs av George Bentham. Mimosa reptans ingår i släktet mimosor, och familjen ärtväxter. Inga underarter finns listade i Catalogue of Life.